# 悬钟守御千户所
悬钟守御千户所，又称玄鐘守御千户所，为明朝设置的卫所。洪武二十年（1387年）江夏侯周德兴奉诏建置，属镇海卫，治所在今福建省漳州市诏安县梅岭镇南门村悬钟，诏安湾西岸，地当东溪入海处，与西岸西潭镇相当，为诏安门户。
悬钟所城依果老山建造，城周五百五十丈（约1711米），城墙以条石丁顺叠砌，面广一丈（约3.11米），高二丈（约6.22米），开四门，东西二门阻海，北门通前往县城的大路，南门闭塞不通，以周围环绕的海水作护城壕，设有窝铺15座，城垛861个。嘉靖四十二年（1563年）为倭寇所陷，隆庆六年（1572年）重修，增筑月城三座，窝铺10座、城垛60个。清朝顺治十八年（1661年）因迁界而废，康熙五十六年（1717年）重修，复有颓毁。
今存城墙位于梅岭镇南门村，现存东、南、西3个城门及部分城墙（约1800米），城墙残高4-6米，宽3-3.5米，南城门门道宽2.45米，高2.5米，外设甕城，海水已在其数百米之外。果老山上存有明朝至民国时期摩崖石刻36方，多为明朝守城将领、幕僚及其友人题刻。